# Frédéric Bourgoin
 (janvier 2021).
Si vous disposez d'ouvrages ou d'articles de référence ou si vous connaissez des sites web de qualité traitant du thème abordé ici, merci de compléter l'article en donnant les références utiles à sa vérifiabilité et en les liant à la section « Notes et références ».
Pour les articles homonymes, voir Bourgoin.
Frédéric Bourgoin est un judoka français, né le 11 mai 1963 .
Ceinture blanche et rouge, il a obtenu son 7e dan en 2019. Il suit les traces de son père Michel Bourgoin, ex-champion de France et d’Europe, 8e dan. Après un titre de vice-champion de France juniors en 1982, une blessure l’éloigne des podiums. Depuis 1983, il a réorienté sa carrière vers l’enseignement et la pratique du judo et du jujitsu.
Il est démonstrateur en jujitsu pour la Fédération française de judo pendant deux ans aux côtés de Fabien Canu, Angelo Parisi, Brigitte Deydier, Marc Alexandre, Bernard Tchoullouyan. Il a intégré en outre l’équipe technique nationale de la Fédération. Il a encadré plus de 150 stages en France comme à l’étranger et formé plus de 150 Ceintures noires. 
Il a également écrit trois ouvrages sur le Jujitsu et le Karate-Jitsu et commence une collection sur les nomenclatures du Judo et du Jujitsu (également disponibles en DVD). Les vidéos sont aussi disponibles sur la Web TV Budosport.fr.

## Palmarès en judo
- Vice-champion de France juniors 1982 en -65 kg
- 3e au championnat de France juniors par équipes en 1982

## Ouvrages
- La Nomenclature du judo debout
- DVD : La Nomenclature du jujitsu debout
- DVD : La Nomenclature du judo debout
- DVD : La Nomenclature du judo sol
- Web TV : Budosport.fr